# Nyugati kereszténység
A nyugati kereszténység a kereszténység két fő ágának egyike (a másik a keleti kereszténység). A nyugati kereszténység a latin rítusú katolikus egyházból és a nyugati protestantizmusból áll, valamint ezek ágaiból, mint az ókatolikus egyház, a független katolicizmus és a resztoránizmus.
A világ több mint 2 milliárd keresztényének legnagyobb része nyugati keresztény. 
Az egyik fő ága, a római egyház, Róma püspöke, a pápa vezetése alatt fejlődött ki. Később a római egyházból független protestáns felekezetek széles skálája jött létre. Így a „nyugati kereszténység” kifejezés nem egyetlen közösséget vagy vallási felekezetet ír le, hanem a keleti kereszténységtől való megkülönböztetésre szolgál.

## Történet
A kereszténység eredete Jézus életére, prédikációjára és a róla szóló hagyományokra vezethető vissza. Jézus Palesztinában élt az első században. A keresztények hiszik, hogy ő Isten fia volt és megmenti őket a kárhozattól, az örök haláltól.
A keresztény közösségekben már korán kialakultak a különféle rítusok,  amelyek később tovább fejlődtek. A konstantinápolyi, alexandriai, antiókhiai, jeruzsálemi és római patriarchátus, az úgynevezett Pentarchia vezető szerepet foglalt el a korai egyházban.
A késő ókorban a Római Birodalom a Nyugat-Római Birodalomra (Róma központtal) és a Kelet-római Birodalomra (Konstantinápoly) szakadt, és a Római Birodalom keresztény államvallásából a latin nyugaton és a görög keleten eltérő egyházi hagyományok alakultak ki. 
A középkorban Európa nyugati felén és Nyugat-Észak-Afrikában a római egyház emelkedett ki, élén a pápával. 
A középkor folyamán teológiai és politikai konfliktus alakult ki a konstantinápolyi pátriárka és a római pápa egyháza között, ami a nyugati és a keleti kereszténység további megosztottságához vezetett.
A 16. századtól a reformáció kezdetével a nyugati kereszténység sok részre szakadt.